# Liste der Kulturdenkmale in Wahnitz
In der Liste der Kulturdenkmale in Wahnitz sind die Kulturdenkmale des Nossener Ortsteils Wahnitz verzeichnet, die bis August 2021 vom Landesamt für Denkmalpflege Sachsen erfasst wurden (ohne archäologische Kulturdenkmale). Die Anmerkungen sind zu beachten.
Diese Aufzählung ist eine Teilmenge der Liste der Kulturdenkmale in Nossen.

## Wahnitz
| Bild           | Bezeichnung                                                                  | Lage                      | Datierung           | Beschreibung | ID       |
| -------------- | ---------------------------------------------------------------------------- | ------------------------- | ------------------- | --- | -------- |
| Weitere Bilder | Zwei Eisenbahnbrücken                                                        | (Flurstück 160/2) (Karte) | 1877–1880           | Zwei für die Nebenbahn Riesa–Nossen (Streckennummer 6613, sä. RN) bautypische Natursteinbogenbrücken über zwei Feldwege, baugeschichtlich und eisenbahngeschichtlich von Bedeutung | 09304040 |
| Weitere Bilder | Gasthof Wahnitz mit Nebengebäude                                             | Wahnitz 3 (Karte)         | Bezeichnet mit 1833 | Hauptgebäude mit Fachwerk-Obergeschoss und schönem Türportal, baugeschichtlich und ortsgeschichtlich von Bedeutung, Sandstein-Türsturz, Schlagläden | 09268071 |
| Weitere Bilder | Wohnstallhaus, Nebengebäude und Scheune eines Mühlenanwesens (Mühle Wahnitz) | Wahnitz 8 (Karte)         | Bezeichnet mit 1715 | Wohnstallhaus Obergeschoss Fachwerk, mit Segmentbogenportal, Fachwerk-Scheune, baugeschichtlich, ortsgeschichtlich und technikgeschichtlich von Bedeutung. Mühlensignet über der Eingangstür zum Mühlenteil, Schlussstein über der Eingangstür bezeichnet mit 1810, Gebäude links vom Wohnstallhaus war Wasch- und Schlachthaus, in der Giebelseite des Wohnhauses eingelassener Schlussstein bezeichnet mit 1715. | 09268070 |

## Ehemaliges Kulturdenkmal
| Bild                                    | Bezeichnung                       | Lage            | Datierung       | Beschreibung                                                 | ID       |
| --------------------------------------- | --------------------------------- | --------------- | --------------- | ------------------------------------------------------------ | -------- |
| Direkt Bild zu diesem Denkmal hochladen | Straßenbrücke über den Ketzerbach | Wahnitz (Karte) | 19. Jahrhundert | Einbogenbrücke in Bruchstein, baugeschichtlich von Bedeutung | 09268069 |

## Tabellenlegende
- Bild: Bild des Kulturdenkmals, ggf. zusätzlich mit einem Link zu weiteren Fotos des Kulturdenkmals im Medienarchiv Wikimedia Commons. Wenn man auf das Kamerasymbol klickt, können Fotos zu Kulturdenkmalen aus dieser Liste hochgeladen werden:
- Bezeichnung: Denkmalgeschützte Objekte und ggf. Bauwerksname des Kulturdenkmals
- Lage: Straßenname und Hausnummer oder Flurstücknummer des Kulturdenkmals. Die Grundsortierung der Liste erfolgt nach dieser Adresse. Der Link (Karte) führt zu verschiedenen Kartendiensten mit der Position des Kulturdenkmals. Fehlt dieser Link, wurden die Koordinaten noch nicht eingetragen. Sind diese bekannt, können sie über ein Tool mit einer Kartenansicht einfach nachgetragen werden. In dieser Kartenansicht sind Kulturdenkmale ohne Koordinaten mit einem roten bzw. orangen Marker dargestellt und können durch Verschieben auf die richtige Position in der Karte mit Koordinaten versehen werden. Kulturdenkmale ohne Bild sind an einem blauen bzw. roten Marker erkennbar.
- Datierung: Baubeginn, Fertigstellung, Datum der Erstnennung oder grobe zeitliche Einordnung entsprechend des Eintrags in der sächsischen Denkmaldatenbank
- Beschreibung: Kurzcharakteristik des Kulturdenkmals entsprechend des Eintrags in der sächsischen Denkmaldatenbank, ggf. ergänzt durch die dort nur selten veröffentlichten Erfassungstexte oder zusätzliche Informationen
- ID: Vom Landesamt für Denkmalpflege Sachsen vergebene, das Kulturdenkmal eindeutig identifizierende Objekt-Nummer. Der Link führt zum PDF-Denkmaldokument des Landesamtes für Denkmalpflege Sachsen. Bei ehemaligen Kulturdenkmalen können die Objektnummern unbekannt sein und deshalb fehlen bzw. die Links von aus der Datenbank entfernten Objektnummern ins Leere führen. Ein ggf. vorhandenes Icon  führt zu den Angaben des Kulturdenkmals bei Wikidata.